# エンジェル・サンチェス
- アンヘル・サンチェス

エンジェル・ルイス・サンチェス（英: Ángel Luis Sánchez, 1989年11月28日 - ）は、ドミニカ共和国エルマーナス・ミラバル州サルセード出身のプロ野球選手（投手）。右投両打。
2021年開催の東京オリンピック 野球 銅メダリスト。

## 経歴

### プロ入りとパイレーツ時代
ロサンゼルス・ドジャースに入団後、マイアミ・マーリンズ、タンパベイ・レイズ、シカゴ・ホワイトソックスと各球団の傘下を渡り歩き、2017年にピッツバーグ・パイレーツでメジャーデビュー。

### SKワイバーンズ時代
2018年からは、KBOリーグのSKワイバーンズに移籍。29登板（26先発）で8勝8敗、防御率4.89を記録。
2019年には28試合に先発登板し、リーグ2位の17勝（5敗）、防御率2.62という成績を残した。オフの12月13日に読売ジャイアンツと推定年俸3億4000万円の2年契約で合意した。

### 巨人時代
2020年は開幕前の練習試合で2試合連続で大量失点し、不安が残る状態で開幕ローテーション入りを決め、初登板となった6月21日の開幕第3戦・阪神タイガース戦で来日初勝利を挙げると、右肩痛で8月に戦線離脱した以外はローテーションを守り切り、菅野智之、戸郷翔征に次ぐ8勝を挙げチームのリーグ2連覇に貢献した。11月24日の日本シリーズ第3戦に先発し、敗れはしたものの6回1/3を6安打3失点と好投した。オフに、背番号を15へ変更した。
2021年は東京オリンピックの野球競技にドミニカ共和国代表として出場。しかし、7月に右肩の違和感で登録抹消された。後半戦の一軍での実戦登板はなかったが、11月4日の実戦復帰登板では4失点をするなど精彩を欠いた。最終的に14試合に先発し、5勝5敗、防御率4.68を記録。同年限りで退団した。

### パドレス傘下時代
2023年はサンディエゴ・パドレス傘下のエルパソ・チワワズでプレーした。
　

### メキシカン・リーグ時代
2024年はメキシカン・リーグのプエブラ・パロッツに所属して、6試合の先発で3勝0敗、防御率2.35を記録したが、5月12日に放出された。

### レイズ傘下時代
2024年5月20日にタンパベイ・レイズとマイナー契約を結んだ。6試合に登板して4勝2敗、防御率2.36を記録したが6月21日にFAとなった。

### 中信兄弟時代
2024年7月16日、台湾プロ野球の中信兄弟と契約し、オフまでプレーした。

### メキシカン・リーグ復帰
2025年はメキシカン・リーグの古巣プエブラ・パロッツに復帰した。

## 選手としての特徴
| 球種           | 配分 % | 平均球速 mph | 平均球速 km/h |
| -------------- | ------ | ------------ | ------------- |
| フォーシーム   | 42.9   | 93.1         | 149.8         |
| チェンジアップ | 28.1   | 86.8         | 139.6         |
| カットボール   | 14.0   | 88.1         | 141.7         |
| カーブ         | 13.0   | 82.3         | 132.4         |

最速158km/hのフォーシームを中心に、カットボール、カーブ、チェンジアップなどの持ち球がある。2017年のパイレーツ時代は、フォーシームとカットボールを主体とした速球派だったが、2023年以降はチェンジアップの割合が大幅に増加している。尚、メディアによってはチェンジアップはスプリッターと記載されている場合がある。
韓国時代の2019年には165イニングを投げて、被本塁打が前年の26本から2本に減少させているが、カーブを中心にゴロを打たせるスタイルにシフトしたこともあるが、同年は前年に比べてリーグ本塁打数そのものが減少しており、前年の本塁打王だった金宰煥が44本から15本に減少したほか、本塁打王が朴炳鎬の33本で2012年以来の低水準だったことに起因する。
元々右打ちであり、読売ジャイアンツと契約した当初は右打ちで登録されていたが、2020年の春季キャンプ中に「左の方が打てる気がする」と左打ちを練習するようになった。シーズン開幕直後の2020年6月24日に打席登録を右打ちから両打ちに変更した。

## 詳細情報

### 年度別投手成績
| 年 度     | 球 団     | 登 板 | 先 発 | 完 投 | 完 封 | 無 四 球 | 勝 利 | 敗 戦 | セ 丨 ブ | ホ 丨 ル ド | 勝 率 | 打 者 | 投 球 回 | 被 安 打 | 被 本 塁 打 | 与 四 球 | 敬 遠 | 与 死 球 | 奪 三 振 | 暴 投 | ボ 丨 ク | 失 点 | 自 責 点 | 防 御 率 | W H I P |
| --------- | --------- | ----- | ----- | ----- | ----- | -------- | ----- | ----- | -------- | ----------- | ----- | ----- | -------- | -------- | ----------- | -------- | ----- | -------- | -------- | ----- | -------- | ----- | -------- | -------- | ------- |
| 2017      | PIT       | 8     | 0     | 0     | 0     | 0        | 1     | 0     | 0        | 0           | 1.000 | 54    | 12.1     | 16       | 5           | 1        | 0     | 0        | 10       | 2     | 0        | 12    | 12       | 8.76     | 1.38    |
| 2018      | SK        | 29    | 26    | 0     | 0     | 0        | 8     | 8     | 0        | 0           | .500  | 632   | 145.1    | 161      | 26          | 39       | 1     | 7        | 124      | 12    | 0        | 90    | 79       | 4.89     | 1.38    |
| 2019      | SK        | 28    | 28    | 0     | 0     | 0        | 17    | 5     | 0        | 0           | .773  | 671   | 165.0    | 151      | 2           | 42       | 0     | 2        | 148      | 11    | 0        | 51    | 48       | 2.62     | 1.17    |
| 2020      | 巨人      | 15    | 15    | 0     | 0     | 0        | 8     | 4     | 0        | 0           | .667  | 363   | 87.2     | 74       | 8           | 34       | 1     | 0        | 59       | 0     | 0        | 35    | 30       | 3.08     | 1.23    |
| 2021      | 巨人      | 14    | 14    | 0     | 0     | 0        | 5     | 5     | 0        | 0           | .500  | 317   | 73.0     | 82       | 13          | 23       | 0     | 3        | 54       | 2     | 1        | 40    | 38       | 4.68     | 1.44    |
| 2024      | 兄弟      | 5     | 5     | 0     | 0     | 0        | 3     | 1     | 0        | 0           | .750  | 127   | 30.0     | 16       | 5           | 1        | 0     | 0        | 10       | 2     | 0        | 19    | 13       | 3.90     | 1.40    |
| MLB：1年  | MLB：1年  | 8     | 0     | 0     | 0     | 0        | 1     | 0     | 0        | 0           | 1.000 | 54    | 12.1     | 33       | 0           | 9        | 0     | 0        | 17       | 1     | 1        | 12    | 12       | 8.76     | 1.38    |
| KBO：2年  | KBO：2年  | 57    | 54    | 0     | 0     | 0        | 25    | 13    | 0        | 0           | .658  | 1303  | 310.1    | 312      | 28          | 81       | 1     | 9        | 272      | 23    | 0        | 141   | 127      | 3.68     | 1.25    |
| NPB：2年  | NPB：2年  | 29    | 29    | 0     | 0     | 0        | 13    | 9     | 0        | 0           | .591  | 680   | 160.2    | 156      | 21          | 57       | 1     | 3        | 113      | 2     | 1        | 75    | 68       | 3.81     | 1.33    |
| CPBL：1年 | CPBL：1年 | 5     | 5     | 0     | 0     | 0        | 3     | 1     | 0        | 0           | .750  | 127   | 30.0     | 16       | 5           | 1        | 0     | 0        | 10       | 2     | 0        | 19    | 13       | 3.90     | 1.40    |

- 2024年度シーズン終了時
- 各年度の太字はリーグ最高

### 年度別守備成績
| 年 度 | 球 団 | 投手  | 投手  | 投手  | 投手  | 投手  | 投手     |
| 年 度 | 球 団 | 試 合 | 刺 殺 | 補 殺 | 失 策 | 併 殺 | 守 備 率 |
| ----- | ----- | ----- | ----- | ----- | ----- | ----- | -------- |
| 2020  | 巨人  | 15    | 2     | 15    | 0     | 2     | 1.000    |
| 2021  | 巨人  | 14    | 1     | 5     | 0     | 0     | 1.000    |
| NPB   | NPB   | 15    | 3     | 20    | 0     | 2     | 1.000    |

- 2021年度シーズン終了時

### 記録

#### NPB
初記録
投手記録
- 初登板・初先発登板・初勝利・初先発勝利：2020年6月21日、対阪神タイガース3回戦（東京ドーム）、5回2/3 1失点
- 初奪三振：同上、2回表に福留孝介から空振り三振

打撃記録
- 初打席：2020年6月21日、対阪神タイガース3回戦（東京ドーム）、3回裏にオネルキ・ガルシアから空振り三振
- 初安打：2020年9月25日、対中日ドラゴンズ19回戦（東京ドーム）、3回裏に清水達也から中前安打

その他の記録
- 初登板で対戦した第1打者に被本塁打：2020年6月21日、対阪神タイガース3回戦（東京ドーム）、1回表に近本光司に右越ソロ ※史上75人目

### 代表歴
- 2020年東京オリンピックの野球競技・ドミニカ共和国代表

### 背番号
- 59（2017年）
- 15（2018年 - 2019年、2021年）
- 20（2020年）
- 73（2024年）

### 登場曲
- 「alone feat. SALU」清水翔太（2020年 - 同年6月）
- 「SO HOT」BLACKPINK（2020年7月 - ）
- 「Pretty Savage」BLACKPINK（2021年 - ）